# 斑喉希鹛
斑喉希鹛（学名：Actinodura strigula），是斑翅鶥屬的一种，之前属于希鹛属，分布于不丹、老挝、中国大陆、越南、印度、泰国、缅甸、马来西亚和尼泊尔。全球活动范围约为815,000平方千米。该物种的保护状况被评为无危。
斑喉希鹛的平均体重约为19.2克，體長約17.5公分。栖息地包括亚热带或热带的高海拔疏灌丛和亚热带或热带的湿润山地林。该物种的模式产地在尼泊尔。

## 亚种
- 斑喉希鹛指名亚种（学名：Actinodura strigula strigula）。分布于尼泊尔、不丹、印度以及中国大陆的西藏等地。该物种的模式产地在尼泊尔。[5]
- 斑喉希鹛西南亚种（学名：Actinodura strigula yunnanensis）。分布于印度、孟加拉、缅甸、老挝以及中国大陆的四川、云南等地。该物种的模式产地在云南丽江山脉。[6]